# Caragana spinosa
Caragana spinosa là một loài thực vật có hoa trong họ Đậu. Loài này được (L.) DC. miêu tả khoa học đầu tiên.